# Cubadak Mentawai
Cubadak Mentawai is een bestuurslaag in het regentschap Pariaman van de provincie West-Sumatra, Indonesië. Cubadak Mentawai telt 589 inwoners (volkstelling 2010).